# Stari Laz
 Stari Laz  falu Horvátországban, a Tengermellék-Hegyvidék megyében. Közigazgatásilag Ravna Gorához tartozik.

## Fekvése
Fiumétól 35 km-re keletre, községközpontjától 5 km-re délnyugatra, a horvát Hegyvidék középső részén, a Ravna Gorából Mrkopaljra vezető út mentén, bükk és fenyőerdőkkel benőtt dombok között fekszik.

## Története
A török időkben csak egy Laznak nevezett kis útmenti telep volt ezen a helyen, melynek lakosságát a török kirabolta és elhurcolta. 1726 és 1732 között megépült a Karolina út, mely a vidék forgalmát jelentősen fellendítette. A falu újratelepítését Mária Terézia engedélyezte újra és az első letelepülők Stari Laznak (öreg tisztásnak) nevezték el. Lakossága nagyon sokszínű volt. A középső részen  a Tengermellékről érkezettek ča nyelvjárást, a Mrkopolje felé eső részen a mai hivatalos nyelv alapját képező što nyelvjárást, míg a Ravna Gora felé eső részen kaj nyelvjárást beszélők éltek.
A közeli Karolina úton zajló utasforgalom a lakosságnak többféle kereseti lehetőséget biztosított. Többen ökör, vagy lovas fogattal fuvaroztak, kovácsműhelyt, bognárműhelyt, vendéglőt nyitottak. Ugyanakkor állandó harcot folytattak  az utasok és az áruforgalom biztonságát fenyegető hajdúkkal, akik általában a Mrkopalj és Stari Laz közötti sűrű erdős részen támadtak. A falunak 1772-ben még csak 6 jobbágy portája volt, ez a szám 15 év  alatt 45-re nőtt. A 18. század végén a lakosság főként állattenyésztésből és földművelésből élt. 1843-ban Stari Laznak már 1028 lakosa volt. A hegyvidék többi településéhez hasonlóan a lakosság egy része Fiuméban, Károlyvárosban, vagy külföldön dolgozott. Az iskola épülete 1895-ben készült el és ma is működik.
A településnek 1857-ben 710, 1910-ben 631 lakosa volt. A falu a trianoni békeszerződésig Modrus-Fiume vármegye Vrbovskoi járásához tartozott. 1952-ben 43 taggal megalakult a tűzoltóegylet, 1961-ben a kultúrház is megnyitotta kapuit. A falunak 2011-ben 197 lakosa volt.

## Lakosság
| Lakosság változása | Lakosság változása | Lakosság változása | Lakosság változása | Lakosság változása | Lakosság változása | Lakosság változása | Lakosság változása | Lakosság változása | Lakosság változása | Lakosság változása | Lakosság változása | Lakosság változása | Lakosság változása | Lakosság változása | Lakosság változása |
| ------------------ | ------------------ | ------------------ | ------------------ | ------------------ | ------------------ | ------------------ | ------------------ | ------------------ | ------------------ | ------------------ | ------------------ | ------------------ | ------------------ | ------------------ | ------------------ |
| 1857               | 1869               | 1880               | 1890               | 1900               | 1910               | 1921               | 1931               | 1948               | 1953               | 1961               | 1971               | 1981               | 1991               | 2001               | 2011               |
| 710                | 794                | 642                | 690                | 648                | 631                | 546                | 602                | 623                | 617                | 547                | 459                | 336                | 312                | 251                | 197                |

## Nevezetességei
Szent István tiszteletére szentelt kápolnája 1912-ben épült, a mrkopalji plébánia filiája.